# رابرت هاره (شیمیدان)
رابرت هاره (انگلیسی: Robert Hare؛ زاده ۱۷ ژانویهٔ ۱۷۸۱ درگذشته ۱۵ مهٔ ۱۸۵۸) یک شیمی‌دان اهل ایالات متحده آمریکا بود.